# Anaxagorea mutica
Anaxagorea mutica é uma espécie do gênero Anaxagorea.  

## Taxonomia
A espécie foi descrita em 1934 por Klas Robert Elias Fries. 